# Huitzilopochtli
V azteški religiji je Huitzilopochtli (klasični nahuatl: Huītzilōpōchtli [wiːt͡siloːˈpoːt͡ʃt͡ɬi]) božanstvo vojne, sonca, človeških žrtev in pokrovitelj mesta Tenochtitlan. Bil je tudi plemenski bog Mehike, znane tudi kot Azteki, iz Tenochtitlana. Mnogi v panteonu božanstev Aztekov so bili nagnjeni k naklonjenosti določenemu vidiku vojskovanja. Vendar je bil Huitzilopochtli znan kot primarni bog vojne v starodavni Mehiki. Ker je bil bog zavetnik Mexice, so mu pripisali zmage in poraze, ki so jih imeli ljudje na bojišču. Ljudje so se mu morali žrtvovati, da so Azteke zaščitili pred neskončno nočjo. Kot orožje je uporabljal ognjeno kačo Xiuhcoatl, s čimer je bil Huitzilopochtli povezan tudi z ognjem.
Kot so zapisali Španci med odkritjem in osvajanjem Mehike (kjer so ime božanstva zabeležili kot Huichilobos), je bilo človeško žrtvovanje običajno pri obredih čaščenja, ki so potekali pogosto in v številnih templjih po vsej regiji, pri izvajanju pa so običajno žrtvovali več žrtev na dan v določenem templju.